# Dwarahat
Dwarahat es un pueblo y nagar Panchayat situado en el distrito de Almora,  en el estado de Uttarakhand (India). Su población es de 2749 habitantes (2011). 

## Demografía
Según el censo de 2011 la población de Dwarahat era de 2749 habitantes, de los cuales 1378 eran hombres y 1371 eran mujeres. Dwarahat tiene una tasa media de alfabetización del 92,82%, superior a la media estatal del 78,82%: la alfabetización masculina es del 96,83%, y la alfabetización femenina del 88,80%.